# الحركة الوطنية الاشتراكية لشيلي
الحركة الوطنية الاشتراكية لشيلي حركة سياسية في تشيلي، خلال عهد الجمهورية الرئاسية، والتي دعمت في البداية أفكار أدولف هتلر، على الرغم من أنها تحركت في وقت لاحق نحو شكل أكثر محلية من الفاشية. كانت معروفة باسم ناسيستاس.

## تطوير
تشكلت الحركة في أبريل 1932 من قبل الجنرال دياز فالديراما وكارلوس كيلر (الإيديولوجي الرئيسي للمجموعة) وخورخي غونزاليس فون ماريس، الذي أصبح زعيمiاً. تابع الحزب في البداية أفكار النازية عن كثب، مشددًا على معاداة السامية. تلقت دعما ماليا من السكان الألمان في تشيلي وسرعان ما جمعت عضوية 20 ألف شخص. وأكدت الحركة ما رأت فيه الحاجة إلى حكم الحزب الواحد، هيمنة والتضامن بين الطبقات.
ومع ذلك، تم التخلي عن دعم هتلر لاحقًا، حيث ادعى غونزاليس فون ماريس في أواخر الثلاثينيات من القرن العشرين أن استخدام اسم «الاشتراكي القومي» كان خطأً من جانبه. كما تم تقليص معاداة السامية، مع تقديم شكل محلي أكثر من الفاشية. في الواقع، كان الإلهام الإيديولوجي الرئيسي الذي تطالب به المجموعة هو دييغو بورتاليس وكان اختيار الاسم مستوحى إلى حد ما من النجاح الذي كان النازيون يستمتعون به في أوروبا والرغبة في الاستفادة من سمعتهم العالية في ذلك الوقت. انتهى الاتصال الأولي بـ الحزب النازي - منظمة الخارج عندما انتقدت تلك المجموعة النازيين بسبب عدم التزامهم بمعاداة السامية.

## الاندماج
حصل الحزب على ثلاثة نواب (3,5٪ من الأصوات) خلال الانتخابات البرلمانية لعام 1937. ثم اندمجت في عام 1938 مع الاتحاد الاشتراكي (الاتحاد الاشتراكي) لإنشاء أليانز ليبرتادورا الشعبي (APL) الذي دعم ترشيح الجنرال كارلوس إيبانيز ديل كامبو للانتخابات الرئاسية عام 1938. ومع ذلك، ]fvj العناصر الفاشية انقلابًh في سبتمبر 1938، والذي تم قمعه بلا رحمة في مجزرة Seguro Obrero.